# Oleksin (gromada)
Oleksin (od 31 XII 1959 Popławy) – dawna gromada, czyli najmniejsza jednostka podziału terytorialnego Polskiej Rzeczypospolitej Ludowej w latach 1954–1972.
Gromady, z gromadzkimi radami narodowymi (GRN) jako organami władzy najniższego stopnia na wsi, funkcjonowały od reformy reorganizującej administrację wiejską przeprowadzonej jesienią 1954 do momentu ich zniesienia z dniem 1 stycznia 1973, tym samym wypierając organizację gminną w latach 1954–1972.
Gromadę Oleksin z siedzibą GRN w Oleksinie utworzono – jako jedną z 8759 gromad – w powiecie bielskim w woj. białostockim, na mocy uchwały nr 12/V WRN w Białymstoku z dnia 4 października 1954. W skład jednostki weszły obszary dotychczasowych gromad Oleksin i Burchaty ze zniesionej gminy Holonki oraz obszar dotychczasowej gromady Popławy ze zniesionej gminy Brańsk w tymże powiecie. Dla gromady ustalono 14 członków gromadzkiej rady narodowej.
31 grudnia 1959 gromadę Oleksin zniesiono przez przeniesienie siedziby GRN z Oleksina do Popław i przemianowanie na gromada Popławy.